# Trivia

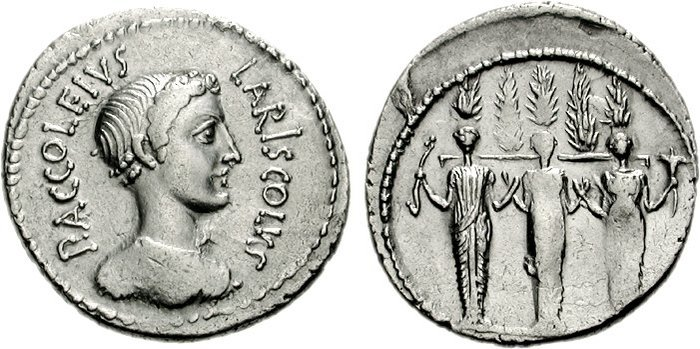
Diana Nemorensis jako diva, jež drží břevno s pěti cypřiši, na reversu denáru z roku 43 př. n. l. (vpravo)

Trivia je římská bohyně, respektive jméno používané po řeckou bohyni Hekaté a latinskou bohyni Dianu, především pro Dianu Nemorensis, jako bohyni podsvětí a ochránkyni křižovatek.

## Etymologie
Jméno je odvozeno od latinského trivium „křižovatka, rozcestí tří cest“ a odpovídá tak řeckému přízvisku Hekaté – Τριοδιτις Trioditis „křižovatek, trojcestí“. Podobným výrazem je diva triformis „bohyně trojná, tří podob, přirozeností”, který zase odpovídá dalšímu přízvisku Hekaté – Τριμορφις Trimorfis „tří podob, tří těl”.

## Prameny
| Panno strážná hájů i hor, jež slyšíš ženy, když tě volají třikrát v těžké chvíli, rvouc je ze spárů smrti, božstvo v podobě trojí. |
| Quintus Horatius Flaccus, Ódy 3, 22, 1-4, překlad Otakar Jiráni                                                                    |

Trivia se objevuje v latinské literatuře především jako bohyně spojená s magií a čarodějnictvím, odpovídající řecké Hekaté, například v Apuleiově Apologii, Senekově Medee, u Tibulla a Valeria Flacca.
V důsledku své pozice bohyně podsvětí byla s Trivií-Hekaté ztotožňována Diana, v některých případech namísto toho s Proserpinou. Někteří badatelé považovali tuto funkci až za výsledek pozdější řeckého vlivu, ale o Dianě jako o podsvětní bohyni hovoří již Varro v páté knize svého díla De lingua Latina, přičemž zmiňuje že Quintus Ennius ji ztotožňuje s Proserpinou. O více Dianách hovořil také Cicero, podle kterého je první z nich dcerou Jupitera a Proserpiny. Maurus Servius Honoratus uvádí že podle stoiků jsou Luna, Diana, Ceres, Juno a Proserpina jednou bohyní. Statius ve svých Silvae označuje srpnové idy, na něž spadal Dianin svátek servorum dies, jako Hekatiny idy.
| Oltáře stojí kolem a s volnou kadeří kněžka třikrát hromově volá sto bohů, Erebos, Chaos, trojitou Hekatu též, tři tvářnosti Diany panny. Potom je kropí vodou, jak tvrdí, z avernských zdrojů, vybírá šťavnaté býlí, jež mlékem černého jedu kypí a za plné luny je uťato bronzovým srpem, žádá výrůstek z čela, jenž hříběti zlíhlému vzat byl, kouzlo to odňaté matce. |
| Publius Vergilius Maro, Aeneis, kniha 4. řádek 509-115, překlad Otmar Vaňorný. |

Kromě toho existuje výraz diva triformis se objevuje v Horatiových Ódách když se hovoří o Dianě Nemorensis. Podobně hovoří Vergilius ve Aeneidě kde hovoří o trojité Hekaté a tří tvářnostech Diany panny, Isidor Sevillský tuto pasáž vyložil tak že Diana Panna má tři tváře jež jsou známy jako Luna, Diana a Proserpina.